# Odeonsplatz (metrostation)
Odeonsplatz is een metrostation onder de Odeonsplatz op de grens van de wijken Altstadt en Maxvorstadt van de Duitse stad München. Het station werd geopend op 19 oktober 1971 en wordt bediend door de lijnen U3, U4, U5 en U6 van de metro van München.